# Церковь Святого Духа (Науйойи-Акмяне)
Церковь Святого Духа (лит. Naujosios Akmenės Šv. Dvasios Atsiuntimo bažnyčia; костёл Сошествия Святого Духа) — католический храм в городе Науйойи-Акмяне. Находится в центральной части города на улице Пятравичяус 5. Относится к Тельшяйской епархии. Настоятель декан Олияндас Юрявичюс.

## История
Науйойи-Акмяне был единственным в Литовской ССР районным центром без католического храма. В обстановке подъёма национального движения в конце 1980-х годах была образована инициативная группа верующих и священников, усилиями которой в ноябре 1988 года образовалась религиозная община, официально зарегистрированная в феврале 1989 года Советом по делам религий при Совете министров СССР. 
Богослужения проходили сначала в частных домах, затем в переоборудованном спортивном зале цементного завода „Akmenės cementas“. В 1992 году началось строительство костёла по проекту литовского архитектора Римантаса Зимкуса  
Храм был построен в 1998 году и тогда же состоялось первое богослужение. Освящён храм в 1999 году. Три колокола храму подарил немецкий монсеньор Герхард Ланге, почётный гражданин Акмянского район.

## Архитектура
Здание возведено из белого кирпича. Оно — сложного плана, с двумя башнями и большой покатой крышей. Одна башния острым углом выступает у главного фасада. Другая высокая четырёхугольная башня с колоколами и крышей пирамидальной формы располагается на углу здания, где находится и вход. 
Высота стен храма — 40 м, башни — 50 м. Зал для богослужений с балконом площадью 600 м2. В конструкции кровли использовано свыше 800 м3 древесины. 